# 1550 год
1550 (ты́сяча пятьсо́т пятидеся́тый) год  по юлианскому календарю — невисокосный год, начинающийся в среду. Это 1550 год нашей эры, 10‑й год 5‑го десятилетия XVI века 2‑го тысячелетия, 1‑й год 1550‑х годов. Он закончился 475 лет назад.
| Пн | Вт | Ср | Чт | Пт | Сб | Вс |
|    |    | 1  | 2  | 3  | 4  | 5  |
| 6  | 7  | 8  | 9  | 10 | 11 | 12 |
| 13 | 14 | 15 | 16 | 17 | 18 | 19 |
| 20 | 21 | 22 | 23 | 24 | 25 | 26 |
| 27 | 28 | 29 | 30 | 31 |    |    |

| Пн | Вт | Ср | Чт | Пт | Сб | Вс |
|    |    |    |    |    | 1  | 2  |
| 3  | 4  | 5  | 6  | 7  | 8  | 9  |
| 10 | 11 | 12 | 13 | 14 | 15 | 16 |
| 17 | 18 | 19 | 20 | 21 | 22 | 23 |
| 24 | 25 | 26 | 27 | 28 |    |    |

| Пн | Вт | Ср | Чт | Пт | Сб | Вс |
|    |    |    |    |    | 1  | 2  |
| 3  | 4  | 5  | 6  | 7  | 8  | 9  |
| 10 | 11 | 12 | 13 | 14 | 15 | 16 |
| 17 | 18 | 19 | 20 | 21 | 22 | 23 |
| 24 | 25 | 26 | 27 | 28 | 29 | 30 |
| 31 |    |    |    |    |    |    |

| Пн | Вт | Ср | Чт | Пт | Сб | Вс |
|    | 1  | 2  | 3  | 4  | 5  | 6  |
| 7  | 8  | 9  | 10 | 11 | 12 | 13 |
| 14 | 15 | 16 | 17 | 18 | 19 | 20 |
| 21 | 22 | 23 | 24 | 25 | 26 | 27 |
| 28 | 29 | 30 |    |    |    |    |

| Пн | Вт | Ср | Чт | Пт | Сб | Вс |
|    |    |    | 1  | 2  | 3  | 4  |
| 5  | 6  | 7  | 8  | 9  | 10 | 11 |
| 12 | 13 | 14 | 15 | 16 | 17 | 18 |
| 19 | 20 | 21 | 22 | 23 | 24 | 25 |
| 26 | 27 | 28 | 29 | 30 | 31 |    |

| Пн | Вт | Ср | Чт | Пт | Сб | Вс |
|    |    |    |    |    |    | 1  |
| 2  | 3  | 4  | 5  | 6  | 7  | 8  |
| 9  | 10 | 11 | 12 | 13 | 14 | 15 |
| 16 | 17 | 18 | 19 | 20 | 21 | 22 |
| 23 | 24 | 25 | 26 | 27 | 28 | 29 |
| 30 |    |    |    |    |    |    |

| Пн | Вт | Ср | Чт | Пт | Сб | Вс |
|    | 1  | 2  | 3  | 4  | 5  | 6  |
| 7  | 8  | 9  | 10 | 11 | 12 | 13 |
| 14 | 15 | 16 | 17 | 18 | 19 | 20 |
| 21 | 22 | 23 | 24 | 25 | 26 | 27 |
| 28 | 29 | 30 | 31 |    |    |    |

| Пн | Вт | Ср | Чт | Пт | Сб | Вс |
|    |    |    |    | 1  | 2  | 3  |
| 4  | 5  | 6  | 7  | 8  | 9  | 10 |
| 11 | 12 | 13 | 14 | 15 | 16 | 17 |
| 18 | 19 | 20 | 21 | 22 | 23 | 24 |
| 25 | 26 | 27 | 28 | 29 | 30 | 31 |

| Пн | Вт | Ср | Чт | Пт | Сб | Вс |
| 1  | 2  | 3  | 4  | 5  | 6  | 7  |
| 8  | 9  | 10 | 11 | 12 | 13 | 14 |
| 15 | 16 | 17 | 18 | 19 | 20 | 21 |
| 22 | 23 | 24 | 25 | 26 | 27 | 28 |
| 29 | 30 |    |    |    |    |    |

| Пн | Вт | Ср | Чт | Пт | Сб | Вс |
|    |    | 1  | 2  | 3  | 4  | 5  |
| 6  | 7  | 8  | 9  | 10 | 11 | 12 |
| 13 | 14 | 15 | 16 | 17 | 18 | 19 |
| 20 | 21 | 22 | 23 | 24 | 25 | 26 |
| 27 | 28 | 29 | 30 | 31 |    |    |

| Пн | Вт | Ср | Чт | Пт | Сб | Вс |
|    |    |    |    |    | 1  | 2  |
| 3  | 4  | 5  | 6  | 7  | 8  | 9  |
| 10 | 11 | 12 | 13 | 14 | 15 | 16 |
| 17 | 18 | 19 | 20 | 21 | 22 | 23 |
| 24 | 25 | 26 | 27 | 28 | 29 | 30 |

| Пн | Вт | Ср | Чт | Пт | Сб | Вс |
| 1  | 2  | 3  | 4  | 5  | 6  | 7  |
| 8  | 9  | 10 | 11 | 12 | 13 | 14 |
| 15 | 16 | 17 | 18 | 19 | 20 | 21 |
| 22 | 23 | 24 | 25 | 26 | 27 | 28 |
| 29 | 30 | 31 |    |    |    |    |

## События
- 1493—1593 — Столетняя хорватско-османская война. Серия вооружённых конфликтов между Королевством Хорватия и Османской империей[1].
- 1507—1622 — Португало-персидская война. Ряд вооружённых конфликтов между колониалистской Португалией и вассальным Ормузом, с одной стороны, и Сефевидской империей, поддерживаемой англичанами, с другой[2].
- 1511—1641 — Малайско-португальская война. Вооружённый конфликт XVI-XVII веков, в котором Малаккский султанат при поддержке империи Мин, Голландской Ост-Индской компании (с 1607) и Джохора безуспешно сопротивлялся Португальской империи, стремившейся захватить Малакку и установить контроль над торговлей между Индией и Китаем[3].
- 1514—1555 — Турецко-персидская война[4].
- 1538—1557 — Португало-турецкая война[5].
- 1543—1551 — война Грубое сватовство[6].
- 1545—1563 — Тридентский собор католической церкви. Утвердил догматы о первородном грехе, чистилище. Один из важнейших соборов в истории Католической церкви. Собрался, чтобы дать ответ движению Реформации. Считается отправной точкой Контрреформации[7].
- 1549—1550 — закончилась первая Сиамо-бирманская война[8].
- Католический епископ Исландии Йоун Арасон оказался во главе оппозиции датчанам и был казнён вместе с сыновьями.
- Шериф Мухаммед аль-Махди овладел Фесом.
- Захват Кильвы португальцами.
- Сагиб I Гирей проводя активную экспансию на Кавказе, совершил военный поход против адыгов, усилил свои позиции в Кабарде (данные походы были проведены в 1539, 1542, 1544/1545, 1545/1546, 1550/1551 годах)[9].
- Основание Гельсингфорса (Хельсинки).

## Русское государство
Царствование: 1533—1584 — Иван IV Васильевич Грозный
- Конец осени-зима 1549/1550 — второй неудачный Казанский поход Ивана IV Васильевича Грозного[10]. 
  - 12 февраля — Иван Грозный с войском подошёл к Казани и осадил город[11].
  - 23 февраля (по другим данным 28) — русское войско сняло осаду Казани и Государь приказал возвращаться[11].
  - 23 марта — войска возвращаются в Москву[12].
- Лето — Земский собор, по указанию царя, принимает новый "Судебник", пришедший на смену прежнему "Судебник 1497 года". На Соборе принимается текст уставных грамот, вводящих земское управление[12].
  - Лето — Земский собор принимает решение об ограничении местничества[13].
- Русско — ливонский торговый договор, который давал широкие права и привилегии русскому купечеству[14].
- Создано Стрелецкое войско в количестве 6 "статей", каждая по 500 человек[15].
- В Москве принимают посольство от патриарха Константинопольского Дионисия II[16].
- Местничество:
  - Царский указ "Приговор Государя, царя Иоанна Васильевича в каком порядке на государевой службе воеводам по полкам считаться в старшинстве, а князьям, дворянам и детям боярским быть на службе под начальством у меньших, без предосуждения впредь в счёте отечестве у них" (один из первых известных законов регулирующий местничество)[17].
  - Невместная царская грамота воеводе Сабурову Замятне Ивановичу (не считать местничество)[17].
- Пожалованы окольничеством: Заболоцкий Семён Константинович, Карпов Иван Фёдорович,  Сабуров-Пешко Семён Дмитриевич, Салтыков Яков Андреевич[18].
- Пожалованы боярством: Шуйский Пётр Иванович (ум. 1564), Серебряный Василий Семёнович (ум. 1570), Шереметев Иван Васильевич (ум. 1570)[18].
- На службу великому князю выехали родоначальники дворянских родов: Бровцыны, Гурьевы, Хметевские, Горяиновы, Васьковы, Вороновы, Бачмановы, Акинфовы и Бобоедовы[19].
- 1548—1550 — при церкви Рождества Иоанна Предтечи в Кандалакше преподобным Феодоритом Кольским закончено строительство Богородице-Рождественского Кандалакшского (Кокуева) мужского монастыря[20]

### Руководители приказов
| Года      | Приказ           | Ф,И,О главы                | Примечания |
| --------- | ---------------- | -------------------------- | ---------- |
| 1549-1561 | Посольского дела | Висковатов Иван Михайлович |            |
|           |                  |                            |            |
|           |                  |                            |            |

## Начало правления
См. также: Список глав государств в 1550 году
- 1550—1555 — Папа Римский Юлий III.

## Наука и искусство
- Георг Агрикола (Бауэр) закончил книгу «De re metallica libri xii» («Книга о металлах») в 12 томах (опубликована в 1556).

## Родились

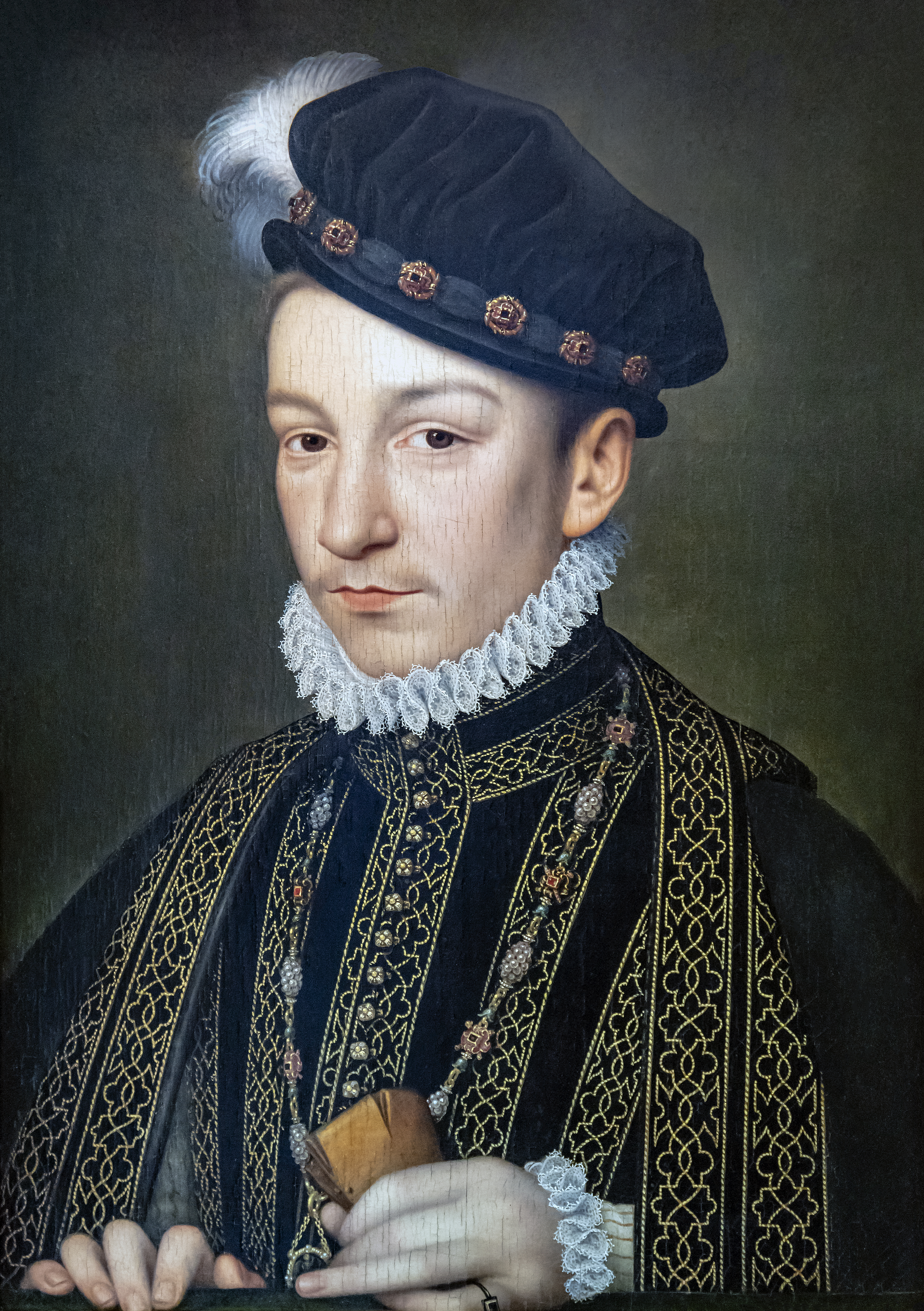
Изображение короля Франции Карла IX

См. также: Категория:Родившиеся в 1550 году
- Баренц, Виллем — голландский мореплаватель и исследователь. Руководитель трёх арктических экспедиций, целью которых был поиск северного морского пути в Ост-Индию.
- Байбагас — ойратский хан племени хошутов, инициатор распространения тибетского буддизма среди ойратов.
- Генрих I де Гиз — французский военный и государственный деятель времён Религиозных войн во Франции, глава Католической лиги.
- Кавальери, Эмилио де — итальянский композитор, органист, танцор и хореограф эпохи позднего Ренессанса.
- Карл IX — предпоследний король Франции из династии Валуа, с 5 декабря 1560 года. Сын короля Генриха II и Екатерины Медичи.
- Карл IX — герцог Седерманландский, регент Швеции с середины 1590-х годов, король Швеции с 1604 года из династии Васа.
- Катарина Монсдоттер — королева Швеции. Единственная в истории коронованная представительница финского народа.
- Костка, Станислав — святой Римско-Католической Церкви, монах из монашеского ордена иезуитов, покровитель Польши, министрантов.
- Леллис, Камилл де — католический святой, основатель ордена камиллианцев.
- Непер, Джон — шотландский математик, один из изобретателей логарифмов, первый публикатор логарифмических таблиц.

## Скончались

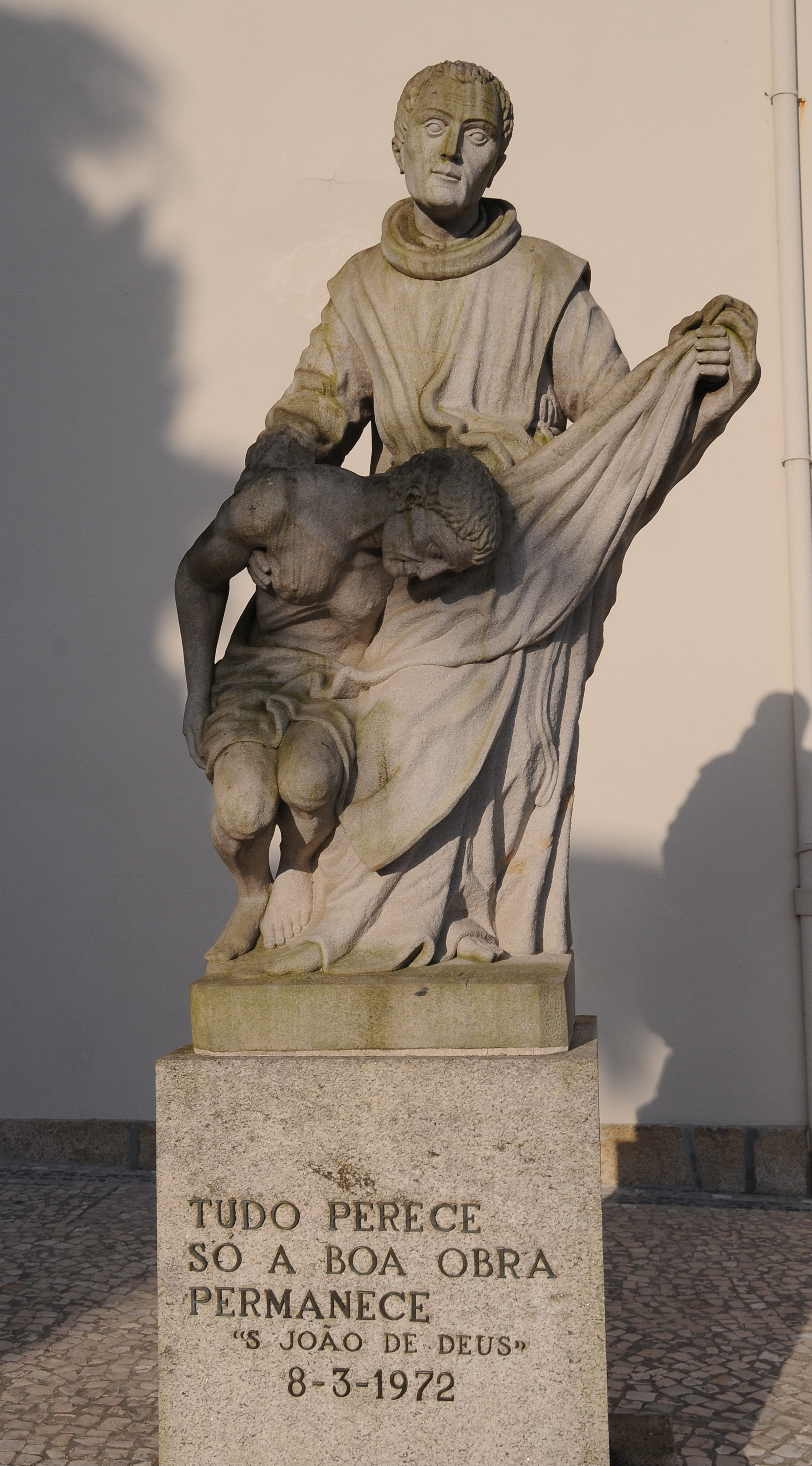
Статуя святого Иоанна Божьего

См. также: Категория:Умершие в 1550 году
- Альчиато, Андреа — итальянский юрист, один из основателей юридического гуманизма, автор «Книги эмблем» (лат. Emblemata, 1531), которая породила особый литературный жанр и оказала огромное влияние на культуру маньеризма и барокко.
- Асикага Ёсихару — 12-й сёгун (сэйи-тайсёгун) Японии из рода Асикага.
- Бехам, Ханс Зебальд — немецкий художник, график, гравёр эпохи ренессанса.
- Клод де Гиз — граф д'Омаль (1508), титулярный граф де Гиз (1508—1520), граф де Гиз (1527), барон д’Эльбёф, де Майенн и де Жуанвиль (1508), 1-й герцог де Гиз (1528), пэр Франции (1528). Французский военный деятель и основатель рода Гизов.
- Иоанн Божий — католический святой, основатель общины, впоследствии ставшей конгрегацией бонифратров.
- Йоун Арасон — исландский церковный деятель, поэт и писатель.
- Кук ван Альст, Питер — фламандский художник, архитектор, скульптор, гравёр, писатель и иллюстратор.
- Триссино, Джанджорджо — итальянский поэт и драматург.